# Hana Makhmalbaf
Hana Makhmalbaf   (Teheran, 3 de setembre de 1988) és una cineasta iraniana. És la filla única de Mohsen Makhmalbaf i Marzieh Meshkini, i germana petita, per part de pare, de la cineasta Samira i Meysam Makhmalbaf.
És coneguda per les seves pel·lícules Buddha Collapsed Out of Shame (بودا از شرم فرو ریخت, Buda az sharm foru rikht) i el documental Green Days, sobre les protestes contra el govern d'Iran de l'any 2009.

## Filmografia
| Curs | Pel·lícula                                      | Traducció                                | Rol                               | Annotacions |
| ---- | ----------------------------------------------- | ---------------------------------------- | --------------------------------- | --- |
| 1997 | روزی كه خاله ام مريض بود                        | El dia que la meva tieta estava malalta. | Directora i guionista             | Curt dirigit amb només vuit anys que va estar present a diferents festivals, incloent el Festival Internacional de Cinema de Locarno. |
| 1998 | سکوت (Sokut)                                    | El silenci                               | Ajudant de direcció               | Dirigida pel seu pare Mohsen Makhmalbaf.                                                                                              |
| 1998 | سیب (Sib)                                       | La poma                                  | Ajudant de direcció               | Dirigida per la seva germana Samira.                                                                                                  |
| 2002 | الفبای افغان (Alefbay-e afghan)                 | L'alfabet afganès                        | Ajudant de direcció               | Ajudant de direcció; juntament amb Meysam i Samira Makhmalbaf.                                                                        |
| 2003 | لذت دیوانگی (Lezate divanegi)                   | L'alegria de la bogeria                  | Directora i guionista.            | Documental sobre elrodatge a l'Afganistan de Panj é asr, dirigida per la seva germana Samira Makhmalbaf.                              |
| 2007 | بودا از شرم فرو ریخت (Buda az sharm foru rikht) | Buda es va esfondrar per vergonya        | Directora                         | |
| 2009 | روزهای سبز (Ruzhaye sabz)                       | Dies Verds                               | Directora, guionista i productora | Documental sobre les protestes contra el govern d'Iran de l'any 2009.                                                                 |
| 2014 | پرزیدنت                                         | El president                             | Ajudant de direcció               | Dirigida pel seu pare Mohsen. |